# Джура Якшич
Георгие „Джура“ Якшич (на сръбски: Георгије Ђура Јакшић) е сръбски художник, поет, разказвач, драматург и учител.
Заедно с Новак Радонич и Стеван Тодорович, той е един от водещите художници на сръбската епоха на романтизма.

## Биография
Георгие Якшич е роден на 27 юли 1832 г. в град Сръбска Църня, Австрийска империя. Баща му Дионисий (роден през 1806 г.) е свещеник, а майка му Христина (родена през 1812 г.) е от свещеническо семейство. Освен първородния Джура, Дионисий и Христина имат още осем деца (Максим, Лазар, Мартин, Александър, Йован, Вениамин, Стефанида и Юлиана), две от които умират в ранна детска възраст. Джура посещава начално училище в родния си град Сръбска Църня, Хацфелд (дн. Жомбол) и Сегед. Завършва три гимназиални класа в Сегед. Тъй като е посредствен ученик, баща му иска Джура да научи занаят, затова го изпраща в Хацфелд да учи през ваканциите и в Кикинда при търговец, но Джура всеки път бяга обратно у дома. След като завършва гимназия заминава за Тимишоара (дн. Румъния), за да учи рисуване при словака Агост Дунайски. 
През 1846 г. умира майка му. Мотивът за седемте сирачета се появява по-късно в творчеството на Якшич. В навечерието на революционната 1847 г. той е студент в художествената академия на италианския художник Джакомо Марастони в Пеща, където е най-добрият ученик, но трябва да я напусне поради революционните събития. Връщайки се в родния си край, той продължава да учи живопис в Бечкерек при Константин Данил, известен художник от онази епоха, търсейки собствен художествен израз и задълбочавайки знанията си, наред с други неща, по немски език.
Якшич участва в революцията от 1848 – 1849 г. като доброволец, тъй като е едва на шестнадесет години. Когато революцията завършва с поражение, той пише: „Ах, защо умряхме и страдахме - и какво получихме!“ Скоро бедността го принуждава да работи на различни места. След завръщането си от Велики Бечкерек работи като писар при окръжния съдия Лазар Влахович. Във Велика Кикинда през 1850 г. той рисува портрет на Влахович, който му подарява. Това е първата му картина. 
През тези години той често сменя местожителството си. Заминава за Белград, а скоро след това и за Виена, за да продължи обучението си по живопис. Във Виена се движи в артистични кръгове с Бранко Радичевич и Джуро Даничич. Неговите поетични дебюти виждат бял свят в „Сръбска хроника“ през 1853 г. Бедността отново го принуждава да се върне у дома, но скоро след това заминава в Академията за изящни изкуства в Мюнхен.
В края на 1855 г. се установява в Кикинда и живее от рисуване. Пише стихове и ги публикува в „Седмица“ под псевдонима Теорин. Той се премества в Нови Сад през 1856 г., подтикнат от завръщането на приятели, с които се запознава във Виена, които се събират около новосадските вестници „Седмица“ и „Дневник“. След като се завръща от обучението си по живопис, живее в Банат до 1856 г.
През 1857 г. се премества в Сърбия, където остава до смъртта си. В Сърбия работи като селски учител (в Подгорац, Сумраковец, Сабанта, Рача край Крагуевац и Пожаревац, където се жени) и като гимназиален учител по рисуване (в Крагуевац, Белград и Ягодина). По това време той пребивава в манастира Врачевшница, където рисува няколко исторически портрета и ги дарява на манастира. В Крагуевац е запазена къщата, в която Якшич живее две години, докато работи в гимназията (1863 – 1865). Тази къща е разрушена през 2018 г. Мемориален бюст на Якшич, който идва там като учител през август 1865 г., е открит на церемония в Сабанта през 1936 г.
Якшич води бохемски начин на живот, като често посещава таверните „Трите шапки“ и „Двата елена“ в Скадарлия. Бохемската атмосфера е среда, в която получава творческо вдъхновение, предизвиква възхищение и аплодисменти на весели гости и приятели бохеми, но и гнева на властта, чиято жестокост и лекомислие той осмива по оригинален и сатиричен начин.
Той постоянно живее в бедност и трудно издържа голямото си семейство; често е притиснат от дългове. Разболява се от туберкулоза. Намира утеха в художественото творчество, поезията и живописта.
Болен от туберкулоза и затънал в дългове, през 1871 г. Якшич е съден и уволнен от държавна служба. С помощта на Стоян Новакович той получава работа в Държавната печатница през 1872 г. Умира на длъжността коректор на Държавната печатница в Белград на 16 ноември 1878 г. Първоначално е погребан на старото гробище „Ташмайдан“, но след откриването на Новото гробище в Белград костите му са преместени там. На надгробния му паметник са изписани думите: „Няма любов в света, скъпа“.
Има жена Тина (Христина) и деца Милош, Белуш, Тияна и Милева. Синът му Белуш (* 1863 – † 1882) също рисува и пише.

## Поетично творчество
Якшич пише песни за свободата, срещу тиранията, патриотични текстове, но също и стихове с лирична отдаденост и дълбока болка. Противоречива личност, той посвещава сборник с поезия на княз Милан Обренович. Якшич е създател и най-ярък представител на анакреонтичната поезия сред сърбите, но и автор на множество остроумия, афоризми и поетични миниатюри.
В духа на епохата, в която живее и твори, Джура Якшич има свои модели за подражание – сред поетите Шандор Петьофи и Джордж Байрон и сред художниците Рембранд. Той често използва  едни и същи мотиви в своите литературни творби и картини.
Якшич създава лирическа, епическа и драматична поезия. Публикува свои лирични стихове в почти всички сръбски списания. Приживе издава сборник с лириката си „Стихове“. Най-важните епически поеми са: „Шерей“, „Невястата на Пивлянина Бая“, „Баряктаровичи“, „Мъченик“ и „Причастие“. Творчеството му в областта на драмата е два пъти по-обширно от това върху лириката и епоса.
Макар и по-познат като поет и драматург, Якшич е важен за сръбската литература и като автор на разкази. Пише в няколко сфери – разкази, идеализиращи средновековната история на Сърбия и времето на Неманиите; разкази за живота на банатското село, като които най-известен е „Бедна баначанка“; и патриотични разкази, вдъхновени от сръбско-турската война.
Написва около 40 разказа. Оставя незавършен историческия роман „Воини“ за Сръбско-турската война от 1876 – 1878 г. 
Някои от по-известните му исторически драми в стихове са: 
- „Преследването на сърбите“ (1864)
- „Елисавета, черногорска княгиня“ (1868)
- „Станое Главаш“ (1878)

Създава и редица песни, като Na Liparu, Mila, Koga da ljubim, The Road to Gornjak, Kroz ponoć nemu.

## Наследство
Всяка година в Сръбска Църня се провеждат манифестации, посветени на Якшич, на които се връчва литературната награда за поезия „Джура Якшич“ за най-добра стихосбирка, публикувана на сръбски език през предходната година.
Наградата „Шапката на Джура“ се присъжда от Фондация „Паметник на солидарността“ и Културна институция „Стари град“ – Къщата на Джура Якшич.
От 1955 г. в Ягодина съществува литературен клуб „Джура Якшич“, който от 2000 г. присъжда „Граматика на Джура“ като най-високото отличие на клуба.
В Сръбска Църня, в родното му място (което е паметник на културата SK 1123), има музей, посветен на Якшич. Открит е през 1980 г.

## Галерия
- „Нощна стража“ (масло върху платно)
- „Девойка в синьо“ (масло върху платно)
- „Княз Лазар“ (масло върху платно), 1857 – 1858
- „Таковско въстание“ (масло върху платно), 1876 – 1878